# Lluís Bonet i Agustí
Lluís Bonet i Agustí (Barcelona, 27 de febrer de 1959) és professor titular de la Universitat de Barcelona. Hi dirigeix des de 1989 el Programa de Gestió Cultural, que inclou diversos màsters i programes de postgrau, una línia d'investigació en el Doctorat Societat i Cultura, així com projectes de recerca i transferència tecnològica.

## Biografia
Lluís Bonet i Agustí procedeix d'una família d'artistes i d'intel·lectuals: fill de l'arquitecte Jordi Bonet i Armengol, net de la cantant Conxita Badia i Millàs i de l'arquitecte Lluís Bonet i Garí, nebot del compositor Narcís Bonet i Armengol i de l'historiador, polític i activista cultural Josep Maria Ainaud de Lasarte.
Doctor en ciències econòmiques i empresarials per la Universitat de Barcelona, es forma a l'Escola Sant Gregori i a l'escoltisme, i com a jove investigador al Centre d'estudis de planificació, fundat per Josep M. Bricall i Masip, al costat d'Antoni Castells i Antoni Soy. També col·labora estretament amb Eduard Delgado i Clavera, primer director del Centre d'Estudis i Recursos Culturals de Barcelona.
Economista especialitzat en economia de la cultura, gestió cultural i polítiques culturals, fou Visiting scholar al Centre d'estudis internacionals del Massachusetts Institute of Technology (1991) on impartí un curs sobre polítiques culturals amb el professor i editor del Journal of Cultural Economics Mark Schuster, de qui rep una gran influència. També ha col·laborat estretament i estat professor invitat al CEPEL de la Universitat de Montpeller (2009). La seva tasca docent i de divulgació l'ha portat a donar conferències en una cinquantena de països dels cinc continents. Ha organitzat múltiples congressos, seminaris i jornades per fomentar la reflexió i el diàleg entre el món professional i l'acadèmic, i ha fet de consultor a càrrec de moltes institucions nacionals i internacionals.
Com a investigador ha realitzat un gran nombre de treballs i participat en molts projectes internacionals finançats pels programes de la Unió europea Horizon, Creative Europe o Erasmus+, o pels consells de recerca i de les arts de Noruega, sent el coordinador dels projectes EULAC focus i CHARTER.
Lluís Bonet ha escrit desenes d'obres, entre articles, capítols i llibres, així com vídeos en el camp de l'economia, la política i la gestió cultural.
La seva tasca investigadora i de transferència de coneixement ha merescut diversos premis: el Premi CAC a la Investigació sobre Comunicació Audiovisual (2002), ser reconegut com una de les 100 millors idees de l’any per Actualidad Económica/Siemens pel projecte Profestival (2015), o l’ENCATC Award for Outstanding Contribution Laureate (2023).
També ha ostentat diverses responsabilitats institucionals. Així, ha estat president del European Network on Cultural Management and Policy (ENCATC), vicepresident de l’Association of Arts Administration Educators (AAAE) o de la Cooperativa Abacus. També ha format part de la junta o patronat de diverses entitats: l’Association of cultural econòmics internacional (ACEI), el Club de Cultura Tr3sC, del Cercle de Cultura o la Fundació Bosch i Gimpera (FBG).
Des d’una perspectiva més acadèmica, ha presidint el Jurat del Premi europeu de recerca en polítiques culturals, l’ENCATC Research Award on Cultural Policy and Cultural Management , o el Premi internacional Ramon Roca Boncompte d'Estudis de gestió cultural, entre d'altres.